# Aleksandar Mitrović
Aleksandar Mitrović (en serbio: Александар Митровић, pronunciado [aleksǎːndar mǐtroʋitɕ] (escucharⓘ); Smederevo, 16 de septiembre de 1994) es un futbolista serbio que juega como delantero en el Al-Hilal Saudi F. C. de la Liga Profesional Saudí.

## Trayectoria

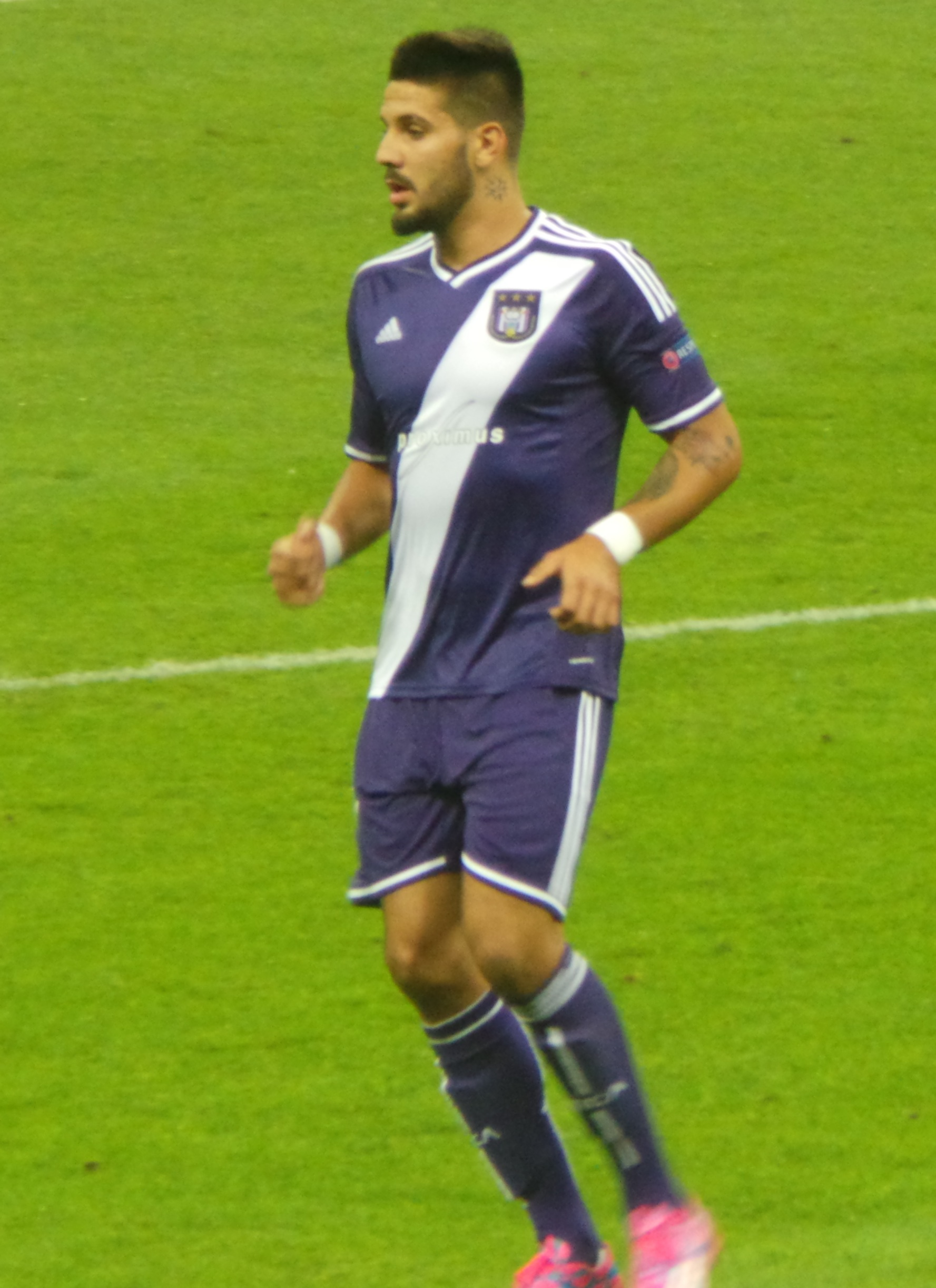
Aleksandar Mitrović en un partido contra el Galatasaray el 16/09/14

### Primeros años
Tras una dura infancia, llegó al Partizán y pasó por la cantera del club, antes de ser ascendido al primer equipo. Hizo su debut con la filial del club, el Teleoptik en la temporada 2011-12, anotando siete goles en 25 partidos de liga.

### Partizán
El 27 de junio de 2012, firmó su primer contrato profesional con el Partizán, en un contrato de cuatro años. Hizo su debut oficial para el club en un partido de clasificación de la Liga de Campeones de la UEFA contra el Valletta, anotando un gol nueve minutos después de entrar como sustituto. El 23 de agosto de 2012, Mitrović anotó de cabeza contra el Tromsø en la ronda de play-off de la Liga Europea de la UEFA. Tres días más tarde, marcó su primer gol en la liga en un partido en casa contra el Jagodina. El 17 de noviembre de 2012, Mitrović anotó el primer gol en el Derbi Eterno, que Partizán finalmente perdió 3-2. Cinco días más tarde, también anotó en un empate 1-1 ante el Neftchi Baku durante la fase de grupos de la Liga Europea de la UEFA. Al final de su primera temporada, Mitrović fue el máximo goleador del Partizán en todas las competiciones con 15 goles en 36 partidos a pesar de que fue uno de los jugadores más jóvenes del equipo. Debido a sus éxitos, se ganó un lugar en el equipo de la temporada de la Superliga de Serbia.

### Anderlecht
El 12 de agosto de 2013, después de muchas especulaciones, se anunció en la página oficial del Partizán que Mitrović fue vendido al Anderlecht y que se unirá al club belga el 30 de agosto de 2013 a petición del jugador y su familia.
Mitrovic debuta en un partido de la Jupiler Pro League el 1 de septiembre de 2013 ante el SV Zulte Waregem jugando los segundos 45 minutos y dando dos asistencias, a pesar de haber perdido por 4-3 fue uno de los mejores del encuentro. No fue hasta el 14 de septiembre cuando anotó su primer gol con el equipo belga ante el RKV Malinas Mechelen llegando a hacer un doblete.
El 10 de diciembre de 2013, en la última ronda de la fase de grupos de la Liga de Campeones de la UEFA ante el Olympiacos, Mitrović reemplazó al portero Silvio Proto que había sido expulsado, pero no pudo salvar un penal de Alejandro Domínguez. En aquella temporada Llegó a ser pichichi de liga con 13 goles ganando la liga y acabó marcando un total de 20 goles en la temporada consagrándose como una de las perlas del futbol mundial con tan solo 18 años.
Mitrovic empezó la temporada marcando el gol de la victoria en la supercopa belga ante el KSC Lokeren por 2-1 y consiguiendo el título. El 27 de julio de 2014 debutó en liga ante el R Mouscron-Péruwelz marcando un gol y dando una asistencia.
El 4 de noviembre de 2014, Mitrović anotó el gol del empate en el minuto 90 en la fase de grupos de la Liga de Campeones de la UEFA frente al Arsenal y completó la remontada del Anderlecht, que perdía 3-0 y al final empató 3-3.
También puso patas arriba a la afición rival del Borussia Dortmund tras empatar en el último suspiro del partido. al final acabó 1-1.
Terminó la temporada sin el título de liga pero con otro trofeo pichichi en la mano anotando 14 goles, acabó marcando un total de 30 goles en todas las competiciones.
Tras un verano movido lleno de rumores, acabó fichando por el Newcastle United el 21 de julio de 2015 adelantándose a equipos como Chelsea, Roma o Tottenham Hotspur entre ellos.

### Newcastle United
El 21 de julio de 2015, Mitrović se unió a Newcastle United en un acuerdo de cinco años por un informe de £ 13 millones, diciendo que esperaba poder jugar como la leyenda del club Alan Shearer. Hizo su debut el 9 de agosto cuando Newcastle comenzó la temporada con un empate 2-2 ante Southampton en St James 'Park, jugando los últimos 15 minutos en lugar de Papiss Cissé. Fue contratado a 22 segundos de su debut por falta de Matt Targett. Veinte días más tarde, fue expulsado en el minuto 15 de una derrota por 0-1 ante el Arsenal por falta de Francis Coquelin.
Mitrović anotó su primer gol de Newcastle el 3 de octubre fuera del Manchester City, abriendo el marcador en una derrota por 6-1. En su siguiente partido, anotó el cuarto gol en la primera victoria del equipo de la temporada, un 6-2 home golpeando de Norwich City. Anotó su tercer gol el 13 de diciembre en un partido visitante ante el Tottenham Hotspur, igualando en 1-2 en dos minutos después de sustituir a Cissé.
Ganó y convirtió una penalización en un empate de 3-3 contra el Manchester United el 12 de enero de 2016. El 20 de marzo, encabezó el empate en un empate 1-1 contra su rival Sunderland en el derbi de Tyne-Wear. Mitrović fue reservado por quitarse la camisa en la celebración, y un ventilador que funcionó en la echada para celebrar con él fue dado una orden de la prohibición.
El 2 de abril, Mitrović anotó dos goles, uno de penalti, en una derrota por 3-2 ante Norwich City. En el último día de la temporada, y con el Newcastle United ya relegado, Mitrović anotó el segundo gol en una victoria por 5-1 sobre el tercer lugar Tottenham Hotspur, pero también fue expulsado por un alto desafío en Kyle Walker. Él es el sexto jugador en la historia de la Premier League para anotar un gol, ayudar a un gol y ser expulsado en el mismo partido.
Después de ser suspendido por los primeros cuatro partidos de la temporada como castigo por su tarjeta roja contra el Tottenham Hotspur al final de la temporada anterior, Mitrović hizo su debut en la temporada de EFL Cup contra Cheltenham el 23 de agosto, pero fue forzado a abandonar el terreno de juego con una lesión en la cabeza en la primera mitad. Como resultado, Mitrović tuvo que esperar hasta el 13 de septiembre para hacer su debut en el Campeonato, anotando su primer gol de la temporada 2016-17 en Queens Park Rangers, con el quinto gol en una victoria por 6-0. El 25 de octubre, se embolsó una llave y una asistencia en una victoria por 6-0 sobre Preston North End, ya que los Magpies avanzaron a los cuartos de final de la Copa EFL. Ese fin de semana, Mitrović recibió su primer inicio de liga desde el partido en Loftus Road, y contra la misma oposición, Mitrović volvió a marcar una ventaja en una victoria de 2-1. A pesar de perder el tiempo de juego para el fichaje de verano de Dwight Gayle, Mitrović se mantuvo positivo, diciendo que "quizás la temporada pasada jugé más, pero estamos en buena forma", ya que Newcastle llegó a la cima de la mesa el 18 de octubre.
El 7 de enero de 2017, Mitrović comenzó el partido de la tercera ronda de la FA Cup contra Birmingham City, pero se lesionó en la acumulación al gol de apertura, marcado por Daryl Murphy.
Comenzó la temporada 2017-18 Mitrovic tenía todas las papeletas para abandonar el conjunto del norte de Inglaterra pero se vio obligado a quedarse debido a los pocos delanteros que tenía el club. Hizo una buena pretemporada marcando 3 goles en 4 partidos pero seguía siendo descartado para próxima temporada debido a la contratación de Joselu procedente del Stoke City. Apenas jugó en el equipo de Rafa Benítez en la primera parte de la temporada, Mitrović hizo su debut en la EFL Cup contra Nottingham Forest el 23 de agosto marcando el primer gol del partido que al final acabó perdiendo su equipo por 2-3 en un partido que acabó en prórroga. Mirovic no jugó ni contra el Tottenham Hotspur ni contra el Huddersfield Town, no fue hasta la tercera jornada de liga cuando debutó ante el West Ham United jugando los últimos 10 minutos anotando el 3-0 definitivo. Tras finalizar el partido, fue sancionado con 4 partidos debido a una dura entrada ante Lanzini. Tras esta sanción no volvió a aparecer hasta la jornada 9 ante el Crystal Palace. También disputó partidos conta Watford, Manchester United, West Bromwich Albion y Leicester City. A mitad de temporada, Rafa Benítez le quiso dar un par de oportunidades pero una lesión de espalda le impidió jugar esos partidos.
Tras la cesión de Islam Slimani a las urracas, Mitrovic ya lo tenía hecho con el Anderlecht para volver como cedido pero en el último día del mercado de fichajes el Fulham se hizo con la cesión, era una petición expresa de su entrenador Jokanovic, un viejo conocido que coincidió con el futbolista serbio en 2012.

### Fulham FC
El 31 de enero de 2018, el Fulham Football Club hizo oficial la cesión de Mitrović hasta final de temporada. Su debut oficial fue el 3 de febrero de 2018 ante el Nottingham Forest jugando la segunda parte sustituyendo a Rui Fonte en el minuto 55. Al término del partido dijo Mitrović "Fulham es mejor que el Newcastle". Su primer gol fue el 21 de febrero de 2018 contra el Bristol City en el minuto 14 del primer tiempo. Hasta la fecha ha jugado 8 partidos y ha marcado 7 goles siendo el segundo máximo goleador del equipo por detrás del joven Ryan Sessegnon con 14 goles. El 30 de junio de 2018 Mitrovic finalizó su cesión con el Fulham anotando 12 goles y una asistencia en 16 partidos consiguiendo el ascenso con el equipo en la final de la eliminatoria disputada en Wembley. Un mes más tarde volvería al conjunto londinense, en esta ocasión, a título definitivo. Comenzó a lo grande la temporada 2018-19, en 4 partidos marcó 4 goles siendo uno de los mejores comienzos del atacante serbio incluyéndolo en el 11 ideal de la 3 jornada de la Premier League haciéndole un doblete al Burnley.

### Al-Hilal Saudi F. C.
El 19 de agosto de 2023 se hizo oficial su fichaje por el Al-Hilal Saudi F. C. de la Liga Profesional Saudí y firmó contrato hasta 2026.

## Selección nacional
Con cuatro goles, Mitrović fue el máximo goleador de la selección de fútbol sub-19 de Serbia en su exitosa campaña de clasificación para el Campeonato Europeo Sub-19 de la UEFA. El 3 de julio de 2012 fue expulsado durante el partido contra la selección de fútbol sub-19 de Francia, lo que le obligó a perderse el resto de la competencia debido a la suspensión. El 26 de marzo de 2013 anotó dos goles en un partido amistoso para el equipo de Serbia contra Bulgaria.
Mitrović recibió su primera convocatoria para la selección absoluta de Serbia por el entrenador Siniša Mihajlović para un partido de clasificación a la Copa Mundial de Fútbol de 2014 contra Bélgica. Él jugó 69 minutos en su debut y se ganó una tarjeta amarilla tras pisar el pie de Axel Witsel, antes de ser sustituido por Marko Šćepović. Posteriormente, Mitrović fue llamado por el seleccionador serbio sub-19 Ljubinko Drulović para dos partidos de clasificación para el Campeonato Europeo Sub-19 de la UEFA 2013 que tendrá lugar después de su debut con la selección absoluta contra Bélgica. Mitrović era también miembro del equipo que viajó a Lituania para la final del torneo, donde se estableció como uno de los jugadores clave en la selección de fútbol sub-19 de Serbia que ganó la competición por primera vez en su historia.
El 6 de septiembre de 2013 anotó su primer gol con la selección absoluta en un empate 1-1 en casa ante Croacia. Hasta la fecha ha llegado a las 69 internacionalidades y anotando 44 goles en todas las competiciones.
El 1 de junio de 2018 el seleccionador Mladen Krstajić lo incluyó en la lista de 23 para el Mundial. Jugó los tres partidos de Serbia, anotando un gol contra Suiza.
El 14 de noviembre de 2021 marcó ante Portugal el gol del triunfo en el minuto 90 que clasificó a Serbia para el Mundial 2022.

### Participaciones en Copas del Mundo
| Mundial                        | Sede  | Resultados   | Partidos | Goles |
| ------------------------------ | ----- | ------------ | -------- | ----- |
| Copa Mundial de Fútbol de 2018 | Rusia | Primera fase | 3        | 1     |
| Copa Mundial de Fútbol de 2022 | Catar | Primera fase | 3        | 2     |

### Participaciones en Eurocopas
| Copa          | Sede     | Resultado    | Partidos | Goles |
| ------------- | -------- | ------------ | -------- | ----- |
| Eurocopa 2024 | Alemania | Primera fase | 3        | 0     |

## Estadísticas

### Clubes
Actualizado al último partido jugado el 7 de diciembre de 2024.
| F. K. Teleoptik Serbia | 2.ª           | 2011-12       | 25  | 7   | 0  | 1  | 0  | 0 | -  | -  | - | 26  | 7   | 0  | 0,27 |
| F. K. Teleoptik Serbia | Total club    | Total club    | 25  | 7   | 0  | 1  | 0  | 0 | 0  | 0  | 0 | 26  | 7   | 0  | 0,27 |
| F. K. Partizán Serbia | 1.ª           | 2012-13       | 25  | 10  | 3  | 2  | 2  | 1 | 9  | 3  | 0 | 36  | 15  | 4  | 0,42 |
| F. K. Partizán Serbia | 1.ª           | 2013-14       | 3   | 3   | 1  | 0  | 0  | 0 | 3  | 0  | 0 | 6   | 3   | 1  | 0,50 |
| F. K. Partizán Serbia | Total club    | Total club    | 28  | 13  | 4  | 2  | 2  | 1 | 12 | 3  | 0 | 42  | 18  | 5  | 0,43 |
| R. S. C. Anderlecht · Bélgica | 1.ª           | 2013-14       | 32  | 16  | 6  | 1  | 0  | 0 | 6  | 0  | 0 | 39  | 16  | 6  | 0,41 |
| R. S. C. Anderlecht · Bélgica | 1.ª           | 2014-15       | 37  | 20  | 4  | 7  | 5  | 0 | 7  | 3  | 1 | 51  | 28  | 5  | 0,55 |
| R. S. C. Anderlecht · Bélgica | Total club    | Total club    | 69  | 36  | 10 | 8  | 5  | 0 | 13 | 3  | 1 | 90  | 44  | 11 | 0,48 |
| Newcastle United Inglaterra | 1.ª           | 2015-16       | 34  | 9   | 4  | 2  | 0  | 0 | -  | -  | - | 36  | 9   | 4  | 0,25 |
| Newcastle United Inglaterra | 2.ª           | 2016-17       | 25  | 4   | 6  | 4  | 2  | - | -  | -  | - | 29  | 6   | 6  | 0,21 |
| Newcastle United Inglaterra | 1.ª           | 2017-18       | 6   | 1   | 0  | 1  | 1  | 0 | -  | -  | - | 7   | 2   | 0  | 0,29 |
| Newcastle United Inglaterra | Total club    | Total club    | 65  | 14  | 10 | 7  | 3  | 0 | -  | -  | - | 72  | 17  | 10 | 0,24 |
| Fulham F. C. Inglaterra | 2.ª           | 2017-18       | 20  | 12  | 1  | -  | -  | - | 0  | 0  | 0 | 20  | 12  | 1  | 0.6  |
| Fulham F. C. Inglaterra | 1.ª           | 2018-19       | 37  | 11  | 3  | 2  | 0  | 0 | -  | -  | - | 39  | 11  | 3  | 0.28 |
| Fulham F. C. Inglaterra | 2.ª           | 2019-20       | 41  | 26  | 3  | -  | -  | - | -  | -  | - | 41  | 26  | 3  | 0.63 |
| Fulham F. C. Inglaterra | 1.ª           | 2020-21       | 27  | 3   | 2  | 4  | 1  | 0 | -  | -  | - | 31  | 4   | 2  | 0.13 |
| Fulham F. C. Inglaterra | 2.ª           | 2021-22       | 44  | 43  | 7  | 2  | 0  | - | -  | -  | - | 46  | 43  | 7  | 0.93 |
| Fulham F. C. Inglaterra | 1.ª           | 2022-23       | 24  | 14  | 2  | 4  | 1  | 2 | -  | -  | - | 28  | 15  | 4  | 0.54 |
| Fulham F. C. Inglaterra | 1.ª           | 2023-24       | 1   | 0   | 0  | -  | -  | - | -  | -  | - | 1   | 0   | 0  | 0    |
| Fulham F. C. Inglaterra | Total club    | Total club    | 194 | 109 | 18 | 12 | 2  | 2 | 0  | 0  | 0 | 206 | 111 | 20 | 0.54 |
| Al-Hilal Saudi F. C. Arabia Saudita | 1.ª           | 2023-24       | 28  | 28  | 6  | 5  | 4  | 0 | 10 | 8  | 2 | 43  | 40  | 8  | 0.93 |
| Al-Hilal Saudi F. C. Arabia Saudita | 1.ª           | 2024-25       | 13  | 12  | 0  | 5  | 3  | 1 | 6  | 5  | 2 | 24  | 20  | 3  | 0.83 |
| Al-Hilal Saudi F. C. Arabia Saudita | Total club    | Total club    | 41  | 50  | 6  | 10 | 7  | 1 | 16 | 13 | 4 | 67  | 60  | 11 | 0.9  |
| Total carrera | Total carrera | Total carrera | 422 | 219 | 48 | 40 | 19 | 4 | 41 | 19 | 5 | 503 | 257 | 57 | 0.51 |
| (1) Incluye datos de la Copa de Serbia, Copa de Bélgica, Supercopa de Bélgica, FA Cup, Copa de la Liga y Copa del Rey de Campeones. (2) Incluye datos de la Liga de Campeones de la UEFA, la Liga Europa de la UEFA y la Liga de Campeones de la AFC. |               |               |     |     |    |    |    |   |    |    |   |     |     |    |      |

## Palmarés

### Títulos nacionales
| Título                      | Equipo                 | País           | Año     |
| --------------------------- | ---------------------- | -------------- | ------- |
| Superliga de Serbia         | Partizán de Belgrado   | Serbia         | 2012-13 |
| Primera División de Bélgica | R. S. C. Anderlecht    | Bélgica        | 2013-14 |
| Supercopa de Bélgica        | R. S. C. Anderlecht    | Bélgica        | 2014    |
| EFL Championship            | Newcastle United F. C. | Inglaterra     | 2016-17 |
| EFL Championship            | Fulham F. C.           | Inglaterra     | 2021-22 |
| Supercopa de Arabia Saudita | Al-Hilal Saudi F. C.   | Arabia Saudita | 2023    |
| Liga Profesional Saudí      | Al-Hilal Saudi F. C.   | Arabia Saudita | 2023-24 |
| Copa del Rey de Campeones   | Al-Hilal Saudi F. C.   | Arabia Saudita | 2023-24 |
| Supercopa de Arabia Saudita | Al-Hilal Saudi F. C.   | Arabia Saudita | 2024    |

### Títulos internacionales
| Título                    | Club (*)                   | Sede     | Año  |
| ------------------------- | -------------------------- | -------- | ---- |
| Campeonato Europeo sub-19 | Selección de Serbia sub-19 | Lituania | 2013 |

### Distinciones individuales
| Distinción                                                      | Año                                                |
| --------------------------------------------------------------- | -------------------------------------------------- |
| Equipo Ideal de la Superliga de Serbia                          | 2012-13                                            |
| Mejor jugador del Campeonato Europeo de la UEFA Sub-19          | 2013                                               |
| Equipo Ideal del Campeonato Europeo de la UEFA Sub-19           | 2013                                               |
| Máximo goleador de la Primera División de Bélgica               | 2014-15                                            |
| Jugador del mes en la EFL Championship                          | Marzo 2018, abril 2018, octubre 2019, octubre 2021 |
| Futbolista del año en Serbia                                    | 2018                                               |
| Máximo goleador de la Liga de Naciones de la UEFA               | 2018-19                                            |
| Mejor jugador de la temporada en el Fulham F. C.                | 2019-20, 2021-22                                   |
| PFA Team of the Year                                            | 2019-20, 2021-22 (EFL Championship)                |
| Máximo goleador de la EFL Championship                          | 2019-20, 2021-22                                   |
| Mejor jugador de la EFL Championship                            | 2021-22                                            |
| Parte de los 100 mejores jugadores del mundo según The Guardian | 2022                                               |